# كنيسة القديسين قسطنطين وهيلانة (أدرنة)
كنيسة القديسين قسطنطين وهيلانة (بالبلغارية: Св. св. Константин и Елена) هي كنيسة بلغارية أرثوذكسية في مدينة أدرنة بتركيا. تم بناء الكنيسة عام 1869 في أقل من سبعة أشهر وهو مثال رئيسي على عمارة الكنيسة الأرثوذكسية الشرقية في تلك الفترة.

## موقع
تقع كنيسة القديسين قسطنطين وهيلانة في مدينة أدرنة التركية، في منطقة «عبد الرحمن»، في حي «أوزونكالديريم».

## تاريخ
تم تجديد الكنيسة بشكل كبير في عام 2008 بعد سنوات طويلة من الإهمال. تم تمويل مشروع التجديد جزئياً من قبل الحكومة البلغارية.